# والتر ديفيس
والتر ديفيس (بالإنجليزية: Walter Davis)‏ (29 سبتمبر 1888 في المملكة المتحدة - 20 مايو 1937 في المملكة المتحدة) هو لاعب كرة قدم بريطاني (وحمل سابقاً جنسية المملكة المتحدة لبريطانيا العظمى وأيرلندا) في مركز الهجوم. شارك مع منتخب ويلز لكرة القدم. أما مع النوادي، فقد لعب مع نادي ميلوول.

## وصلات خارجية
- والتر ديفيس على موقع قاعدة بيانات كرة القدم.إي يو (الإنجليزية)